# Gennadij Rozjdestvenskij
Gennadij Rozjdestvenskij (Генна́дий Рожде́ственский), född 4 maj 1931 i Moskva, död 16 juni 2018 i Moskva, var en rysk dirigent.

## Biografi
Rozjdestvenskij studerade dirigering för sin far vid Moskvas konservatorium och piano under Lev Oborin. Redan känd för att ha genomfört Tjajkovskijs balett Nötknäpparen vid Bolsjojteatern vid 20 års ålder, hade han snabbt etablerat sitt rykte.
Rozjdestvenskij hade varit ledare för ryska radions symfoniorkester och var ledare för Kungliga filharmoniska orkestern 1974–1977 och 1992–1995. Han var också ledamot av Kungliga Musikaliska Akademien.

### Fotnoter
1. ↑  ”Рождественский Геннадий Николаевич”, Большая советская энциклопедия : [в 30 т.], tredje utgåvan, Stora ryska encyklopedin, 1969, läst: 28 september 2015.[källa från Wikidata]
2. ↑  Internet Movie Database, IMDb-ID: nm0747598co0047972, läst: 13 oktober 2015.[källa från Wikidata]
3. 1 2  Brockhaus Enzyklopädie, Brockhaus Enzyklopädie-ID: roschdestwenski-gennadi-nikolajewitsch, läst: 9 oktober 2017.[källa från Wikidata]
4. ↑  Большая советская энциклопедия : [в 30 т.], tredje utgåvan, Stora ryska encyklopedin, 1969, läst: 28 september 2015.[källa från Wikidata]
5. ↑  läs online, www.rayfieldallied.com .[källa från Wikidata]
6. ↑  Gran Enciclopèdia Catalana, Grup Enciclopèdia Catalana, Gran Enciclopèdia Catalana-ID (tidigare schema): 00571710030866.[källa från Wikidata]
7. ↑  Munzinger Personen, Munzinger person-ID: 00000013254.[källa från Wikidata]
8. ↑  Gemeinsame Normdatei, läst: 24 juni 2015.[källa från Wikidata]
9. ↑  Renowned Russian conductor Gennady Rozhdestevsky dies at 88